# Carl Martin Collin
Carl Martin Collin, född den 25 juli 1857 i Lund, död den 22 januari 1926, var en svensk direktör och känd boksamlare.
Collin var son till dåvarande vice pastorn Carl Jacob Collin (1821–1896), sedermera kyrkoherde i Räng, och dennes hustru Ebba, född Adrian (1827–1903). Båda föräldrarna tillhörde gamla prästsläkter. På mödernet härstammade han dock även från en på 1700-talet verksam bokbindare, Samuel Adrian i Kristianstad (1689–1743).
Carl Martin Collin avlade mogenhetsexamen vid Katedralskolan i Lund och inskrevs därefter 1875 som student vid Lunds universitet där han avlade fil kand-examen 1883. Han påbörjade därefter formellt studier i juridik men kom i praktiken att allt mer lämna den akademiska banan för att inrikta sig på affärsverksamhet, vilket dock inte hindrade honom från att upprätthålla livliga kontakter med det akademiska och studentikosa livet i Lund. Så var han mångårig kurator för Lunds nation (1893–1905), kårordförande för Lunds studentkår (1895–1896) och innehavare av ett stort antal andra förtroendeuppdrag. Till exempel var han i flera decennier "cancellimästare" i det studentikosa Sällskapet CC. Han var också en högt uppsatt medlem i Sankt Knuts Gille i Lund där han var vice stolsbroder från 1906 och fram till sin död. Han var vidare sedan 1912 verksam i Lunds stadsfullmäktige och hade ett långvarigt engagemang i stadens fattigvård, vilket han krönte med en mer än tioårig period som ordförande i dess fattigvårdsstyrelse.
Professionellt byggde Collin parallellt med ovanstående engagemang upp en karriär inom det lokala näringslivet, initialt som sekreterare i flertaliga bolagsstyrelser. 1902 blev han både ordförande och verkställande direktör för AB Skånska Centraltryckeriet och bland andra företag där han innehade det ena eller båda av dessa poster märks Sydsvenska kreditaktiebolaget, Tidningsaktiebolaget i Lund och Lunds bryggeriaktiebolag.
Mest känd gjorde sig Collin dock som bibliofil och boksamlare. Hans privata samling i hemmet vid Tomegapsgatan – det hus där tidigare bland annat Axel Wallengren bott – kom med tiden att omfatta runt 6000 band, med bland annat verk av Goethe och Dante som ett par av huvudinriktningarna. Många av böckerna lät Collin binda in i konstfärdiga band hos några av tidens främsta bokbindare som Gustaf Hedberg (1859–1920) i Stockholm, Anker Kyster (1864–1839) i Köpenhamn och Carl Sonntag i Leipzig. Vid sin 60-årsdag 1917 hyllades Collin i en särskilt utgiven, vackert formgiven bok betitlad Kring Lund och Lundagård, tryckt i endast 100 numrerade exemplar och med vinjetter av Arthur Sjögren och författad av Karl Hjalmar Lundgren. Den senare var också en av dem som stod bakom hyllningen; de övriga var Carl Brink, Fredrik Montelin, Karl Petrén och Wilhelm Westrup.
Vid Collins död donerades samlingen till Lunds universitetsbibliotek (UB) på villkor "dels att detta biblioteks huvudsakligen [sic!] delar, främst Goethe- och Dantesamlingarna samt de ifråga om utstyrsel och innehåll ur konstindustriell synpunkt viktiga delar, böra förvaras som särskild samling, benämnd 'Carl Martin Collins bibliotek', dels ock att såsom regel någon utlåning av till samlingen hörande böcker icke må äga rum." Av den totala samlingen beslöts att hålla 4161 band separat samlade enligt dessa principer medan ett drygt 1000-tal inordnades i bibliotekets ordinarie bokbestånd. Det särskilda rum på UB där samlingen tidigare förvarades är numera en forskarläsesal, men heter alltjämt "Collinska rummet".